# Riederich
Riederich è un comune tedesco di 4 306 abitanti, situato nel land del Baden-Württemberg.